# Străoane
Străoane é uma comuna romena localizada no distrito de Vrancea, na região de Moldávia. A comuna possui uma área de 53.40 km² e sua população era de 3849 habitantes segundo o censo de 2007.